# Gurzgraben
Der Gurzgraben ist ein rund 0,5 Kilometer langer, linker Nebenfluss der Kainach in der Steiermark.

## Verlauf
Der Gurzgraben entsteht im südlichen Teil der Gemeinde Kainach bei Voitsberg, im nördlichen Teil der Katastralgemeinde Kohlschwarz am südwestlichen Hang des Kohlschwarzkogels, südöstlich des Hauptortes Kainach bei Voitsberg, östlich des Hofes Gurz, westlich des Hofes Hainzl sowie nordwestlich des Hofes Wurzer. Er fließt zuerst in einem flachen Links- danach in einem flachen Rechtsbogen und kurz vor seiner Mündung relativ gerade nach Südosten insgesamt nach Südwesten. Im Nordwesten der Katastralgemeinde Kohlschwarz mündet er südsüdöstlich des Hauptortes Kainach bei Voitsberg, südlich des Hofes Gurz etwa 50 Meter westlich der L341 in die Kainach, die danach geradeaus weiterfließt. Auf seinem Lauf nimmt der Gurzgraben keine anderen Wasserläufe auf.